# Okrug Panevėžis
Okrug Panevėžis (litavski: Panevėžio apskritis) je jedan od deset okruga u Litvi. Središte okruga je grad Panevėžis. Dana 1. srpnja 2010. okružna uprava je ukinuta, a od tog datuma, Okrug Panevėžis ostaje teritorijalna i statistička jedinica.

## Zemljopis
Okrug Panevėžis nalazi se na sjeveroistoku zemlje, na sjeveru graniči s Latvijom. Susjedni okruzi su Šiauliai na zapadu, Utena na istoku, te okruzi Vilnius i Kaunas na jugu.

## Općine
Okrug Panevėžis je podjeljen na šest općina, od kojih je jedna gradska.
- Općina Biržai
- Općina Kupiškis
- Grad Panevežis
- Općina Panevėžys
- Općina Pasvalys
- Općina Rokiškis

## Vanjske poveznice
- Službene stranice okruga  Arhivirana inačica izvorne stranice od 12. svibnja 2012. (Wayback Machine)